# LOSTの登場人物
LOSTの登場人物（ロストのとうじょうじんぶつ）は、テレビドラマ『LOST』に登場する人物の一覧である。
- 名前は英語版Wikipedia記載の名+姓で統一する。また読み方はドラマ内での呼び方に準ずる。

## 主要人物
ジャック・シェパード （S1 - S6）
演 - マシュー・フォックス、日本語吹替 - 井上和彦
詳細はジャック・シェパード (LOST)
アメリカ人。救命の意志が強い若い脊髄外科医。離婚歴あり。子供なし。同じく外科医である父がシドニーで落命、その遺体を引き取りオーシャニック815便でロスに戻る途中、事故に遭う。
フラッシュサイドウェイズでは、棺を乗せ飛行機に乗るが、到着後、荷物が貨物室に無いことが判明し、葬式が出来なくなってしまう。815便に同乗したロックと職場に戻ってから再会し、脊椎損傷の手術をする事を約束する。喉仏の横に謎の出血がある。
フラッシュサイドウェイズの世界では虫垂炎の手術を経験していないが、その傷跡だけはあった。
キャサリン・アン・オースティン “ケイト” （S1 - S6）
演 - エヴァンジェリン・リリー、日本語吹替 - 高森奈緒
アイオワ州出身の小柄でタフな女性。軍人の義父から教わったサバイバル生活の知識、追跡のテクニックを身に着けており、生存者の中ではジャックに次ぐ中心人物の一人。墜落時はアメリカの国際指名手配の殺人及び逃亡容疑で保安官エドワード・マーズに逮捕されている身であった。オーストラリアからの移送の際に、オーシャニック815便に乗って事故に遭う。そのため事故の際には手錠がはめられていた。救出されると再び逮捕されるのではないかという恐れを持っている。
シーズン4の脱出後に、墜落後に島で自分がアーロンを出産したと虚偽を発表し、アーロンを育てる。墜落前の罪について裁判にかけられるが懲役刑は逃れた。ジャックと同棲していたが、ソーヤーに未練があり、彼のために秘密裏に行動していた。そのためにジャックとの関係が破綻した。最初は島に戻ろうとはしなかったが、ベンの弁護士によって親権を争うためにDNAの提出を求められて逃亡を余儀なくされたことと、さらにソーヤーの元恋人のキャシディに会って心変わりし、アジラ航空316便に乗ることになった。フラッシュにより1977年時代の島に到着する。ジャックの水素爆弾爆破計画に反対していたが最終的には協力する。
常にジャックとソーヤーの間で揺れている。シーズン1ではジャックと親密であったものの、次第にソーヤーに惹かれていき、シーズン3でついにソーヤーと肉体関係を結ぶ。しかしその後もジャックとジュリエットの仲に嫉妬を覚えるなどジャックへの思いも断ち切れず、一方でソーヤーとも微妙な関係が続いた。
フラッシュサイドウェイズでは、到着後マーズ保安官からの逃走を図り空港の外でクレアの乗っていたタクシーをカージャックする。
ジェームズ・フォード “ソーヤー” （S1 - S6）
演 - ジョシュ・ホロウェイ、日本語吹替 - 藤原啓治
人間不信の詐欺師。両親を死へと追いやった詐欺師ソーヤーを捜し続けていた。オーストラリアに来たのもソーヤーの情報をつかんだため。墜落機の遺留品を収集して自分のものとして占有している。趣味は読書だが、島に来てから視力が弱くなり、眼鏡をつける。他人を尊重のこもった本名で呼ぼうとせず、もっぱら相手の特徴を皮肉ったり属性をステレオタイプ化したあだ名で呼ぶ（例：ケイト→そばかす、サイード→アルジャジーラ、サン→サンシャイン、ハーリー→ジャンボトロン、ロック→カーツ大佐）。当初は人間不信から、皮肉屋で、みんなに故意に嫌われようとしていたが、徐々に優しい内面も見せるようになる。島に来る前に付き合っていたキャシディ（詐欺対象者）との間にクレメンタインという娘がいる。
シーズン3で、ずっと惹かれていたケイトとついに結ばれた。またロックの実父であるアンソニー・クーパーが、長年探していた仇である詐欺師ソーヤーであると知り、絞殺により復讐を遂げる。
シーズン4ではロックについていく。島を脱出するためにヘリコプターに乗り込んだが、ヘリの燃料が漏れていた為ケイトに娘クレメンタインを託すと話した後、飛び降りた。
シーズン5で、タイムスリップした後、ダーマの一員となった。警備主任の地位まで出世し、極秘任務を受けるまで信頼されている。3年間一緒に過ごすうちにジュリエットと親しさが進行、既成事実化してしまい、事実上の夫婦として同居するようになっていた。
フラッシュサイドウェイズでは、逃走中のケイトとエレベーター内で出会う。その後、ケイト、サイード、自首したデズモンドを逮捕する。また脱獄したサイードによる報復を防ぐ為、サンの護衛を名乗り出るなど警官の鑑になっている。
ジョン・ロック （S1 - S6）
演 - テリー・オクィン、日本語吹替 - 麦人
1956年5月30日に生まれる。サバイバル術に長け （その腕はナイフでイノシシを狩れる）、1人楽しげに森を探検している。幼少期より無類のゲーム好きで、特にバックギャモンがお気に入り。1950年代にタイムスリップしリチャードと出会ったことで出産時や子供の頃にリチャードと出会う。成人後、自分は養子に出されていたことを知り、父親を捜すがその父親（アンソニー・クーパー）は詐欺師で腎臓をだまし取られてしまう。落胆と怒りをおぼえるが、天涯孤独を長く経験したロックは実の父への未練を断ち切れぬ状態が依然続く。それでもついに父親の詐欺を通報しようとするが、逆にビルの8階から突き落とされてしまった。ジェイコブの関与によりどうにか命は取り留めたものの、 ロックは下半身不随、二度と立って歩くことができぬ身体となってしまう。アクティブな人間として生きることにこだわる彼にとって、身を預けざるをえない車椅子は呪わしい存在となった。しかし、815便墜落事故で、突如脚の自由が取り戻される（これもジェイコブの力であると後に示唆される）。
島内生活では、当初ジャックやケイトと行動を共にしていたが徐々に仲が悪くなりシーズン4では分裂してしまう。時間移動のフラッシュを止めるため、オーシャニック6を呼び戻すためにオーキッドで歯車を回したため島を出るが説得に失敗。失望のあまり首吊り自殺しようとしたが、それもベンに阻止されあらためて彼に他殺されることで死亡する。その後ひょっこりと生きた姿で島に出現し復活したように思われたが、それは彼でなく「黒い煙」の化身であった。
フラッシュサイドウェイズでは、小型機の墜落の後遺症で下半身不随になっている。ナイフの入ったケースをオーシャニック航空に無くされ待合室で待っているところにジャックが来る。そこでジャックから脊椎の手術を無料で行うとオファーを受ける。自身の操縦した小型機の墜落のせいで父が植物状態になってしまった負い目から、ジャックのオファーに応じれなかったが、最終的に手術を受ける決意する。
ヒューゴ・レイエス “ハーリー” （S1 - S6）
演 - ホルヘ・ガルシア、日本語吹替 - 高戸靖広
太っていて不器用だが明るい性格で皆から親しまれているヒスパニック。スペイン語が話せる（イザベラの通訳をした）。ロトくじに当選し、大金持ちになったが不幸続きになる（祖父が心臓発作になり、母に贈ろうと最初に買った家が火事になり、ハーリー本人は麻薬売人として誤認逮捕される）。精神病院入院歴あり。リビーに好意を抱いている。ヒーロー物のコミックや映画が好きなオタク肌で、よくそれらを例えに使う。ダーマ・イニシアティブ製の[[サラダドレッシング]|ドレッシング]]が大好物で、数缶分を一気に飲み干してしまうため、長い漂流生活の中でも一向に痩せる気配がない。
シーズン4ではロックに付いていく。脱出後、再び精神を病み、かつていた施設に入所。ウォルトの訪問時に真実を隠す事を助言する。チャーリーを始め、島で死んだ者たちとの会話が出来るようになった。ジャックと同様フラッシュにより1977年時代の島に到着する。ジェイコブに渡されたチャーリーの物らしきギターケースを1977年の島では手放さない。シーズン6でジェイコブから瀕死のサイードを「テンプル」へ連れて行くように言われる。
フラッシュサイドウェイズでは、宝くじには当たり就職関連の会社など多数の会社を持ち事業を行っている世界一幸運な男。
サイード・ジャラー （S1 - S6）
演 - ナヴィーン・アンドリュース、日本語吹替 - 江川央生
ティクリート出身の共和国防衛隊の通信兵。湾岸戦争に従軍し、拷問担当官だったことも。機械に詳しく手先が器用。CIAからカイロ大学のルームメイトと接触するよう依頼される。反政府勢力に属する恋人ナディアを拘束から逃がし、以後行方不明の彼女を捜して世界中を彷徨っていた。ソーヤーを無実の罪で拷問にかけたため、一次的に周囲から距離を置かれることもあった。脱出後はナディアと再会し結婚。しかし、ナディアが殺された事を契機にベンの下で殺し屋として働く。その後、『ビルド・アワー・ワールド』という団体で働く。戻ろうとはしなかったがイラーナに連れられて飛行機に乗る。ジャックと同様フラッシュにより1977年時代の島に到着する。ジャックと共に水爆を運ぶがロジャーに撃たれハーリーにテンプルへと運ばれる。道厳達の癒しの術は奏功せずサイードは息を引き取ってしまうが、なぜか奇跡的に復活。それは黒服の男の悪意に汚染されたが故の現象であった。以後しばらく、彼は黒服の男の手下となってしまう。最後はウィドモアの潜水艇内で爆弾から皆を救うべく爆死した。
ジンスー・クォン （S1 - S6）
演 - ダニエル・デイ・キム、日本語吹替 - 新垣樽助
英語を話せない韓国人男性。南海郡の漁師の息子のため、魚を捕るのが得意だが本人はそのことを恥じていた。
物語の初期では封建的、儒教伝統的韓国人男性の色彩が強い人物として描写され、妻に対して支配的、束縛的で、サンが肌を露出することにも神経を尖らせ、また、何事も自分の言うとおりにするよう高圧的に接していた。これに英会話が全くできないことも加わって近寄りがたい雰囲気が生じ、他の生存者達とは距離のある期間が続いた。しかし、根は真っ直ぐで裏表がなく思いやりのある性格なので、島で過ごしていくうちに周囲と打ち解けていき、英語も少しずつ理解し始めていく。また、初期の高圧的、封建的態度は、ヤクザ的な裏の顔を持つサンの父の下で汚れ仕事にも手を染めさせられていた影響であるという説明がされていく。
母親は娼婦であるが、本人はその事実を知らない。爆破された貨物船に取り残されたため、サンたちはてっきり死んだものばかりだと思っていた。実は奇跡的に助かり漂流したまま時間移動、島に漂着した若き日のダニエル・ルソーら科学調査団に救助される。その後ソーヤーらと再会しダーマ・イニシアティブに入り、英語も十分堪能となっていく。
「スワン」での水爆起爆によりさらに時間移動が起き、ジンは念願のサンとの再会を果たす。しかし、脱出のため乗り込んだウィドモアの潜水艇で罠の爆弾が爆発。棚やパイプで体を押し潰され見動きが取れないサンを助ける為に奮闘するが、最期は妻と残ることを選び溺死する。妻が島外で出産した我が子ジヨンの姿は、写真でしか見ることが出来ずに終わった。
フラッシュサイドウェイズでは、荷物検査の際に多額の現金が見つかりどこかに連れて行かれる。
サンファ・クォン （S1 - S6）
演 - キム・ユンジン、日本語吹替 - 洪英姫
ジンの妻。ペク重工業社長令嬢。薬学を学んだ経験があり薬草に詳しい。夫ジンとの間には娘ジヨンをもうけることになる。
ジンとはロマンティックな出会いをする。しかし、家柄の違いから彼はサンの父クォン会長の下で絶対服従することを結婚条件にされ、血生臭い裏稼業に手を染めさせられる。人間性を失っていくジンを見て、サンは彼と別れて外国に行くため、かつての見合い相手から英会話を学びマスターする。そして、シドニーで815便に乗る前、空港でジンの前から姿を消そうとしていた。結果的にジンから離れることはやめたものの墜落後は一時的に離れてしまう。シーズン1の終わりになると再び恋に落ちる。ジャックと行動を共にすることが多かったがシーズン4でロック側につこうとする。貨物船の爆発と共にジンは死んだと思っていた為ウィドモアと協力しベンの殺害を画策する。しかし、ベンからジンの結婚指輪を渡され生きていると伝えられた為、彼を捜しに島に戻る。再会には成功するが、その後脱出の為に乗り込んだウィドモアの潜水艇がロックの罠で爆発、その影響で崩れた棚やパイプで体が押し潰されてしまう。必死に助けようとするジンに逃げてくれと懇願するが、最期は残ることを選んだジンと共に溺死する。
クレア・リトルトン （S1 - S6）
演 - エミリー・デ・レイヴィン、日本語吹替 - 宇乃音亜季
未婚の妊婦。クリスチャン・シェパードの隠し子（ジャックの異母兄妹）。かつては不良娘であった。恋人トーマスとの間にできた子供を養子にしようとしたが、占い師を信じアメリカに向かうことになる。ピーナッツバターが好物。S1で他のものたちにさらわれてしまい一時的に記憶喪失になる。ジャックらと再会後にケイトが産婆となり出産した（この光景をタイムスリップしたソーヤーが見ていた）。子の名前はアーロン。子育てにはロックに作ってもらったゆりかごを愛用。シーズン4ではアーロンを残し、森に消える。シーズン6では一人でかつてのルソーのように孤独な生活を送ってきたせいか、アーロンを奪われたと誤解しケイトを襲うなど、精神に異常をきたしている。
フラッシュサイドウェイズでは、タクシーに乗っていたところ逃走中のケイトにカージャックされる。
チャーリー・ペース （S1 - S4,S6）
演 - ドミニク・モナハン、日本語吹替 - 五十嵐明
一発屋に終わったイギリスのロックバンド「ドライブシャフト」の元ベーシスト。クリスチャンでもある。薬物（ヘロイン）中毒で持ち込んでいた。クレアに恋愛感情をいだいており、その息子アーロンのことも可愛がっている他、ハーリーやデズモンドと親友。妨害電波を止める為に海底ステーションルッキンググラスに潜入し成功するも、ミハイルがステーションを爆発させて海水をなだれこませた結果、重要なメッセージをデズモンドに託しつつ溺死した。
フラッシュサイドウェイズでは、ドラッグをのどに詰まらせ自殺を図るがジャックに助けられ逮捕される。その後、自暴自棄な生活を送っていたが、コンサートで演奏する為ハーリーに麻酔銃で撃たれ無理矢理連れて行かれる。
マイケル・ドーソン （S1 - 2.S4,S6）
演 - ハロルド・ペリノー・Jr、日本語吹替 - 志村知幸
アフリカ系アメリカ人のニューヨーク出身の建設業者。本来はデザイナー、イラストレーター志望である。しかし、その職はなかなか得られず、国際弁護士となった恋人との経済力、社会的責任能力の差が拡大。彼女との間に出来た一人息子ウォルトの養育権獲得にも失敗した。
ところが、長年別れて暮らしていた息子ウォルトを突然引き取る事になり、戸惑うことになる。シーズン1ではウォルトが自分よりもロックを慕っていることに嫉妬している。ウォルトを「他の者」が人質に取ったため仲間を裏切り、島を脱出。ニューヨークでの生活を手に入れる。しかし、ベンの口車に乗り貨物船KAHANA号に搭乗し、再び島に向かう。貨物船に大量にあったC4を何とか起爆させまいとし努力するも最後は爆発で死亡する。
ウォルト・ロイド （S1 - S5,S6※DVD特典の後日談のみ）
演 - マルコム・デヴィッド・ケリー、日本語吹替 - 石井行
マイケルの息子。愛犬はビンセント。母親とその夫（義父）とオーストラリアに住んでいた。他の者たちは特別な能力を持っていると思い、実際特別な才能がある。死んで霊になったわけではないのに、実際の所在地とは遠く離れた場所に姿を見せることがある。
マイケルと共に筏で脱出するが他の者たちに捕まる。ジャックらを他の者たちに渡したマイケルと共に島を脱出しニューヨークで生活するがマイケルがリビーなどを殺したことで父親と別れ祖母と暮らしている。島を出たロックと出会う。
ブーン・カーライル （S1 - S3,S6）
演 - イアン・サマーホルダー、日本語吹替 - 鉄野正豊
シャノンの義理の兄。大手ブライダル企業の御曹司で、関連会社を経営。ロックと行動をともにする。血のつながらない妹シャノンの奔放なふるまいに口やかましくするが、実は彼女を愛していた。島で暮らしている間はロックと共に行動し、スワンのハッチや小型機を発見した。崖から落ちた際に、小型機に足を挟まれその傷が原因で死亡。
シャノン・ラザフォード （S1 - S3,S6）
演 - マギー・グレイス、日本語吹替 - 木川絵理子
ブーンの義理の妹。遊び回り、男から男へと渡り歩く奔放な性格。兄ブーンが自分に好意を持っていることには、幼い頃から気付いていた。喘息持ちのため、吸入器を常備している。フランス語が少しできる。わがままだがサイードと出会い少しずつ変わっていく。アナ=ルシアに誤って射殺される。
デズモンド・デイビッド・ヒューム （S2 - S6）
演 - ヘンリー・イアン・キュージック、日本語吹替 - 咲野俊介
イギリス人。第三観測所「スワン」の所員として労働させられていた男性。ウィドモアに臆病者と言われたことでヨットレースの世界大会に参加したが難破して、島にたどり着く。インマンに助けられて3年間働いていた。ジャックたちがスワンに入ってきた後、エリザベス号で逃げようとするが結局戻ってしまった。島に来る前から特殊でシーズン3の「軌道」ではそのことについてよく触れられている。
元はロイヤル・スコットランド連隊の兵士。爆弾処理班に半年所属していた。除隊後、わずかだが修道士をしていたこともあり、話すとき相手を「兄弟」（Brother）と呼ぶ癖がある。「スワン」が空間爆縮し消滅した後は、ジャックたちの仲間になる。
「スワン」爆発の際にチャーリーの未来のヴィジョンが見える能力を持つが、親友であるチャーリーの死が近いことを予知し、何とか救おうと腐心する。シーズン4ではジャックたちと共に島を脱出することに成功。ウィドモアの追跡から逃れるためペニーと共に常に移動しながら生活を送ることになる。後にペニーとの間に息子をもうけ、友であったチャーリーの名前を息子に付ける。シーズン4「島の記憶」にてファラデーとスワンで会っていたことを思い出し彼に言われたとおりファラデーの母であるエロイーズを捜すことになった。また、このエロイーズとは「軌道」で出会っている。ファラデーを捜し教会に行ったがそこでジャックらと出会う。316便には乗らずに以前のような生活をしていたが316便離陸の数時間前にペニー殺害を目論みるベンと出会い、撃たれてしまう。しかし、手負いの状態で反撃し、彼を海に突き落として難を逃れた。
アナ=ルシア・コルテス （S1,2,S5,6）
演 - ミシェル・ロドリゲス、日本語吹替 - 杉本ゆう
元ロサンゼルス市警の警官。実の母親が署長であり、その七光のコンプレックスから事あるごとに反発していた。815便の後方座席に搭乗していた生存者たちを仕切る。ジャックには815便搭乗以前から好意を抱いていたらしい（815便搭乗前にジャックと出会っていた為）仲間を裏切ったマイケルに射殺される。フラッシュサイドウェイズではハーリーとデズモンドに買収された警官として登場。デズモンド、サイード、ケイトの脱出を手引きする。
エリザベス・“リビー”・スミス （S2,S4,S6）
演 - シンシア・ワトロス、日本語吹替 - 山像かおり
医師の道を途中で挫折した臨床心理士。優しい性格で前方座席組とも良い関係を築き、ハーリーとは愛し合っていた。ハーリーと同じく、常人には見えないものが見えるため、かつては幻覚症状が深刻な統合失調症と診断されてハーリーと同じサンタローザ精神病院に入院させられていた。また、過去にデズモンドに亡き夫のボートを提供したりと謎も多い。アナ=ルシアとほぼ同時にマイケルに射殺される。
エコー・ダンテ“ミスター・エコー” （S2,3）
演 - アドウェール・アキノエ＝アグバエ、日本語吹替 - 楠大典
ナイジェリア人の神父。ただし、本当の司祭資格は持っておらず、死んだ弟から身分をこっそり引き継いだ偽神父である。
12歳の時にイェミをゲリラから守るために殺人を犯し、そのとき人殺しとしての素質を見出されゲリラにさらわれた後、ギャングになった。815便に乗る前にはオーストラリアの教区に移っていた。島の仲間には弟イェミの後を継ぐかのように神父だと名乗る。その後懺悔の思いを抱きつつ黒煙のモンスターに殺害される。
ダニエル・ファラデー （S4 - 6）
演 - ジェレミー・デイビス、日本語吹替 - 清水明彦
オックスフォード大学でタイムトラベルに関する研究をしている物理学者であり、エロイーズとウィドモアの息子（ペニーとは異母姉弟にあたる）。貨物船「KAHANA号」で「島」に来たスタッフの一人。シャーロットのことを愛している。本人はウィドモアが父親であることを知らない。過去にデズモンドと会っている。
子供の頃はピアニスト志望で女性との恋愛生活も望んでいたが、それらは母から厳しく禁じられ、科学者の道一筋を強要された。恋人で研究助手を務めていたテレサ・スペンサーを寝たきりにさせたので、大学を追われた。オーシャニックのニュースで悲しんでいる所に、ウィドモアに島に行くよう誘われる。時間移動を繰り返した後、ソーヤー、ジン、マイルズと共にダーマに入職するが、彼だけは潜水艇で島を離れ、ダーマ創立の地ミシガン州アナーバーで勤務するようになる。そこで3年間暮らしていたが、スワン建設に伴う大事故を予見し、ジャックらに警告しようと島に向かう。
マイルズ・ストローメ （S4 - S6）
演 - ケン・レオン、日本語吹替 - 佐藤美一
アジア系の霊媒師であり、ピエール・チャンの息子。ソーヤー並の皮肉屋。貨物船「KAHANA号」で「島」を訪れた一人。幼少期から特殊能力があった。ただし、厳密には霊と話せるわけではない。死体や死体のなれの果てにコードされている、その人物の生前の記憶データの読み出しをおこなえる、というのが彼の能力である。
金にある一定の執着心がある。名前はジャズ好きの母がマイルス・デイヴィスから名づけた。父親は自分を残し去ったと教えられ憎んでいたが1974年に落ち着いたとき父親（チャン博士）と出会う。母親のことを信じていたためチャン博士と話しすらしなかったがファラデーが「マイルズは未来から来た」といいそれがきっかけで父親とは仲良くするようになる。シーズン5ラストでは怪我したチャン博士を助ける。フラッシュサイドウェイズでは、刑事でソーヤーの相棒。
シャーロット・ステイプルズ・ルイス （S4 - S6）
演 - レベッカ・メイダー、日本語吹替 - 清和祐子
イギリス人女性。赤毛。文化人類学者で考古学者。1979年7月2日エセックスで生まれた。3人姉妹の長女。ブロムズグローブで育ちケント大学に進学して、オックスフォード大学で博士号を取得した。朝鮮語で話すことができる。貨物船KAHANA号で来た。誕生地は「島」のダーマ村であり、幼少期まではそこで過ごし、タイムスリップしたファラデーと会っていた。時間転送を何度も繰り返したために脳を構成する分子が徐々に損傷し、ついに死亡した。
フラッシュサイドウェイズでは、マイルズの知人の考古学者として登場。マイルズの紹介でソーヤーとデートして一夜を共にするが、引き出しの中にあったソーヤーの過去に触れてしまった為、すぐに破局した。
フランク・J・ラピーダス（S4 - S6）
演 - ジェフ・フェイヒー、日本語吹替 - 秋元羊介
オーシャニック航空815便を操縦する予定だったパイロット。物語途中で急に登場したレギュラーキャラクターだが、大変陽気かつ善良で、暗い裏の無い人物である。
815便は沈んでいないことを、勤務経験から得られる状況証拠により知っていた。「島」と貨物船「KAHANA号」をヘリコプターで行き来する役目を担当していた。ジャックたちと共に島を脱出した後はアジラ航空に再就職し、パイロットとして働いていた。シーズン5ではアジラ316便「ボーイング737-800」型機の操縦士として、ジャックたちと共に再び島へ戻ることになってしまう。イラーナに誘拐され彼らと共に石像にたどり着く。潜水艇ではロックの罠で爆弾が爆発、水圧で吹き飛んだドアに当たってしまい気絶してしまう。脱出に失敗し、そのまま死亡したかに見えたが奇跡的に生還、漂流していたところをマイルズとリチャードに救出される。
黒服の男（S5,S6）
演 - タイタス・ウェリヴァー、日本語吹替 - 辻親八
モンスター（黒い霧）の本来の姿であり、ジェイコブとは二卵性双生児の兄弟で弟。兄が金髪なのに対し彼は黒髪で、顔立ちも異なる。ラテン語公用圏出身の妊婦クラウディアが、島への漂着翌日に彼を出産した。母クラウディアはお腹の子を双子とは思っていなかったため、名前を１人分、ジェイコブしか用意していなかった。黒服の男に命名がされたのかどうかは不明であり、劇中彼は「あいつ」、「彼」、「あの子」などと非固有名で呼ばれるのみである。「ブラックロック号」来訪時には既に壮年の姿であった。
彼は13歳の頃から、島を出ることを夢見ていた。しかし島の心臓部「光の洞穴」の先代守護者である養母からは、島を出ることも、島外出身者と接することも、固く禁じられていた。島の反対側に実母クラウディアの仲間達が村を築いている事を知った黒服の男は、養母と兄のもとを離れ、彼らの仲間となって暮らすようになった。養母から離れて以降、彼はかつて養母から目隠しをされ案内された「光の洞窟」を再訪しようとするものの、どうしても見つけることができなかった。
20年後。黒服の男は依然「光の洞窟」を再発見できていなかったが、その代わりになるものを手中にしていた。仲間の村人と共に島内各所の「金属を引き寄せる場所」（磁力の強い場所）を発見し、その地中を掘れば「光の洞窟」と同じエネルギーに出会えると考え、実際その通りになったのである。その場所は井戸の形で掘削と施設建設が行われた。そして、その井戸の底のエネルギーを利用すれば、彼が長年夢見てきた、島の外への移動が可能になるのだった。しかし、これをよしとしない養母は村人を皆殺しにし、磁力の井戸も全て破壊し埋めてしまった。黒服の男は怒って養母を殺し、そしてそれを怒ったジェイコブによって黒服の男も「光の洞窟」の底に放り込まれ、死んだ。死んだ彼は黒煙のモンスターと化して飛び去り、生前の肉体のみが遺体となって河原に残された。彼と養母の遺体はジェイコブによって、ある泉の傍らの岩棚にひっそりと安置された。
人ならぬ存在となった後も、黒服の男は島の外へ出たいと願い続けた。また、兄ジェイコブを憎み殺したいと考えた。しかし、島外に出られない、というルールはジェイコブが島の新たな守護者となってからも同様であり、島を出るためにはまずジェイコブを亡き者にすることが必要であった。しかし、既に実体の無いモンスターである彼自身はジェイコブを殺せず、その意味でもジェイコブを殺す必要があった。以後、黒服の男はジェイコブを死なせるためのルールの「抜け穴」を長年探し続けることになる。そして21世紀、ついに見つけた「抜け穴」とは、自分以外の誰かに、強制でなく自発的にジェイコブを殺害させることであった。かくして彼は、自分を島に縛り付けていたジェイコブをベンに殺害させることに成功。815便の生存者とテンプルの住民から賛同者を集めて島から出るための計画を実行に移すが、「光の洞窟」の無効化によって不死身の体から生身の体になり、ジャックと格闘の末、ケイトに銃で撃たれて致命傷を負う。最期はジャックに蹴り落とされ断崖絶壁の下に落下、死亡する。
ベンジャミン・ライナス
詳細はこちらを参照。
ジュリエット・バーク
詳細はこちらを参照。
リチャード・アルパート
詳細はこちらを参照。

## 他の乗客
ローズ・ナドラー （S1 - S6）
演 - L・スコット・コードウェル、日本語吹替 - 片岡富枝
アフリカ系アメリカ人女性。職業は就職カウンセラー。2004年冬にニューヨークでバーナードと出会う。そのときすでに末期の卵巣ガンだったが八ヶ月後に結婚し新婚旅行にオーストラリアに行った帰りに事故にあった。
島に墜落した後ロックと同様病気が治ったので島を出たくなかった。
火矢の攻撃をした際にソーヤーらと分かれたが夫婦でサバイバル生活をしている。フラッシュサイドウェイズでは、ハーリーの人材派遣会社に勤めておりロックに仕事を勧めていた。
バーナード・ナドラー （S2 - S6）
演 - サム・アンダーソン、日本語吹替 - 村松康雄
ローズの夫。歯医者。熟年となってローズと出会うまでずっと未婚であった。飛行中トイレに行ってたので、ローズと離れ離れになった。そのため、死んだと思われていた。後方座席組として行動し、後に妻と再会する。銃の名手、モールス信号を理解するなど多芸。
S5では、島には残るがソーヤーたちとは別れてしまう。
ビンセント（S1 - S6）
ウォルトの犬。
ウォルト→シャノン→ハーリー→ジャックらビーチ組→タイムスリップの際に元の時代に残される。バーナードたちと1970年代で生きる。
シンディ・キャンダラー （S1 - 3,S6）
演 - キンバリー・ジョセフ、日本語吹替 - 八木かおり
815便の客室乗務員。ジャックに飲み物を渡した。後方座席の生存者とともに前方座席の生存者と合流する前に、他のものたちにさらわれる。その後は連れ去られた後方座席組同様、「他の者たち」と行動をともにしている。テンプルでジャックたちと再会する。
ゲイリー・トループ
アルツト
スペイン人の中学の科学の教師。当初はハーリーに全然名前を覚えてもらえなかった。よく愚痴をこぼしている。フラッシュサイドウェイズでハーリーのチキン店のCMが好きだったことがわかっている。本人が一般で出るのはシーズン1の後半のみだがその後も度々フラッシュバックに登場する。ブラックロック号内にあったダイナマイトの運び方をジャックらに教えた直後に、ダイナマイトの暴発により死亡。
島で新種の生物を20種発見した。その内の1種「メデューサスパイダー」（ Latrodectus regina）は、ニッキーとパウロに残酷な運命をもたらすことになる。
フラッシュサイドウェイズではベンと同じ学校の科学の教師をやっている。校長の座を狙うベンから、校長の不貞の証拠を手に入れる為、ハッキングを依頼されるが、駐車場と新しい実験用器具の購入を条件に引き受けた。
エドワード・マーズ
ケイトを捕まえた保安官。破片が刺さった傷が悪化し最終的に死ぬ。ジャックが安楽死させたかと思わせる演出だったが真相は不明。
ニッキー・フェルナンデス （S3）
演 - キエレ・サンチェス、日本語吹替 - 瑚海みどり
女優。『エクスポゼ』というテレビシリーズドラマに客演。ダイヤ目当てにオーストラリアで殺人を犯す。突然登場するようになったため、ソーヤーに「お前誰だ？」と言われてしまう。アルツトが集めていた「メデューサ・スパイダー」に咬まれて仮死状態になったところを死亡したと勘違いされ、生きたまま埋葬された。
ダイアモンドはニッキー・パウロと共に埋められたが後にマイルズがそのことを知り掘り起こされる。
パウロ （S3）
演 - ロドリゴ・サントロ、日本語吹替 - 桐本琢也
ラテン系アメリカ人のコック。ニッキーの恋人であり、殺人の共犯者。ニッキーと同じく突然の新キャラクターであったため、やはりソーヤーに「お前誰だ？」と突っ込まれている。ニッキーと同様に誤って生きたまま埋葬された。

## 他の者たち
ベンジャミン・ライナス （S2 - S6）
演 - マイケル・エマーソン、日本語吹替 - 牛山茂
「他の者たち」のリーダー。通常はファーストネームを略した「ベン」という愛称で呼ばれる。巧みな演技と狡猾な作り話で人々を操る策略家。ダーマの待遇とうだつの上がらぬ自分の環境に日々不平不満ばかりで、しかも自分につらくあたる父親を、疎ましく思いながら少年時代を過ごした。シーズン5前半までは冷酷なだけと思われていたが、10年ほど前は良い人間だったことが判明する。ルソーに捕まりスワンにつれてこられた際は気球で島に不時着したヘンリー・ゲイルと名乗っていた。
ベンは自らが島で生まれ育った人間だと述べるが、事実ではない。彼はまだ少年の頃、父に連れられダーマの一員として島に移り住んできた。ベンは父に、そしてダーマの共同体生活になじむことができず、ある日「他の者たち」であるリチャードと出会ってダーマを裏切る決意を固める。そして成人後、島内のダーマのメンバーを毒ガスで皆殺しにした。やがてベンは「他の者たち」加入時の恩人でもある先代リーダー＝チャールズ・ウィドモアをルール違反を理由に島から追い出し、自らが新たな「他の者たち」のリーダーになった。
ジュリエットに好意を抱いている。仲間にさえ多くの秘密を隠しており、後にそのことがばれて信用を失い、失脚。その座をロックに譲る。ルソーから奪ったアレックスを自分の娘として育てていたが、ウィドモアの傭兵部隊に彼女を殺され、復讐に燃える。そして、ジャックたちを連れ戻して、島に戻った。島外にはサイモン精肉店や弁護士の協力者がいる。
少年時代に、タイムスリップしたサイードに撃たれ瀕死の重傷を負う。治療を引き受ける外科医がおらず、やむをえず「他の者たち」に引き渡され、彼らの治療法に頼ることになる。リチャードは予め「治療は引換に記憶をなくす」「純真さも失われる」とことわったうえで、治療を引き受け、ベンをテンプルの奥に連れて行き、治療は実行された。後にサイードも使う「癒しの泉」を使ったであろうことが示唆されるが、なぜ「純真さ」が無くなるのかについては不明である。
シーズン6では、ジェイコブを殺した事でイラーナの怒りを買い殺されかけるも、なんとか事なきを得る。その後、かつてのリチャードのようにジェイコブの後継者を支える立場となる。
フラッシュサイドウェイズでは歴史の教師になっていて、教え子のアレックスに親身に勉強を教えたり、学校をよりよくするために校長の座につこうと画策したりと、悪とは無縁のいい人になっている。また、ロックを轢いたデズモンドが学校に現れた際は怒るも、逆に殴られてしまう。
ジュリエット・バーク （S3 - S6）
演 - エリザベス・ミッチェル、日本語吹替 - 幸田夏穂
マイアミで不妊治療医をしていたが、3年前に「他の者たち」に半ば騙される形でリクルートされ、島にやって来た。当初は拉致したジャックを誘惑するような立ち位置の判りにくいキャラクターだった。ソーヤー達を殺そうとしたダニーを射殺したため、「他の者たち」から裏切り者と見做され、ジャック達と合流し行動を共にし、次第にジャックと惹かれ合うようになる。ところが、島の時間移動の結果、島に残ったソーヤーと親密さが進行しそこでの幸せな関係が既成事実化していってしまう。このため、ジャック達が島に帰還してきた当時は、気まずい状態にあった。
ソーヤーが今もケイトに引かれていることに気付き、それなら最初からソーヤーと会わない世界が良いと考える。そのため、島に帰還したジャックらと共に、墜落事故をリセットするため、核弾頭を爆発させようとして、スワン建設予定地へ。そこで、磁力異常に吸い寄せられたチェーンに絡まってしまい穴に引き込まれそうになる。ソーヤーが手を掴んだが、このままでは二人とも落ちてしまうと悟り、自ら手を放して落下した。穴の底で不発だった水爆を石で叩いて起爆。その後に、発見、息がある状態で見つかったがソーヤーの腕の中で息を引き取った。最後に伝えたいことがあると言ったが伝えられず、ソーヤーに頼まれたマイルズが死者の声として「上手くいった」と聞き取った。
フラッシュバックで、ほかの者たちのグッドウィンと不倫していたことが明かされる。
フラッシュサイドウェイズでは、やはり産婦人科医をしている。
リチャード・アルパート （S3 - S6）
演 - ネスター・カーボネル、日本語吹替 - てらそままさき
不老不死という人智を超越した身体を持つが、人格的には穏和で、高ぶったところもなく、「他の者たち」の歴代リーダーの顧問を務めてきた男。
彼は19世紀前半に生まれた。カナリア諸島の人間であるため、妻からはスペイン語のリカルド、イラーナからはその命名の原語であるラテン語のリカルドゥスの発音で呼ばれる。
カナリア諸島テネリフェ島で妻イサベラと新大陸へ行くことを夢見て英語を勉強していた。ところが1867年に瀕死の病に妻が倒れ、治療薬を欲して激するあまり医者を殺してしまう。妻は死に、彼自身も絞首刑を宣告されるが、英語ができたため通訳奴隷として東インド会社のマグナス・ハンソ船長に身柄を買い取られる。そして「ブラックロック号」に奴隷として乗せられ、島にやって来ることになった。
船が座礁した際、反乱を危惧した船長によって次々と他の奴隷が殺される中、黒煙のモンスターの乱入により唯一死を免れる。その後、黒服の男にそそのかされジェイコブを殺そうとしたが阻止され、ジェイコブの下で働くことになる。その見返りに永遠に生きられるようになる。ジェイコブの死後に不老不死が解けた際は生きている事を実感し喜んでいた。
1954年にタイムスリップしたロックにコンパスを渡された。その後、リーダーを決めるために赤ん坊のロックに会いにきた。少年時代のロックにグローブ、律法の書、砂、コンパス、ミステリー・テイルズ、ナイフを見せた。
道厳（どうげん） （S6）
演 - 真田広之
テンプルのマスターを務める日本人であり、テンプルに移った「他の者たち」のリーダー的存在。本当は英語を話すことも聞くことも自由に出来るのだが、組織のしきたりにより、聞くときは通訳を挟み、話す時は直接喋る、という煩雑な形式をとっている。物静かだが東洋武術の達人。島に来る前は大阪で銀行員だったが、ジェイコブから「事故死した息子に会える」と言われ、島に来た。医学に詳しい。
ロジャーに撃たれて瀕死のサイードが担ぎ込まれた時に泉に連れて行って助けようとしたが失敗。その後にサイードが復活すると、テストに掛け、彼の中に邪悪が育ち始めているのを知り殺そうとする。しかし、黒服の男と取引して伝言を届けに来たサイードに泉に沈められて溺死。テンプルを守っていたのは彼だった（レノン談）らしく、モンスターの侵入を許しテンプルは壊滅してしまった。
フラッシュサイドウェイズでは、息子のピアノの発表会で、同じく息子の実技試験を聞きに来たジャックと会う。
ジェイコブ （S5,6）
演 - マーク・ペルグリノ、日本語吹替 - 山路和弘
「他のものたち」の真のリーダー。黒服の男（モンスター、黒い霧）とは二卵性双生児として生まれた兄弟の関係で、自らは兄。「他のものたち」からは島の力の象徴として崇められている。S3で存在が明らかになったが姿を見せなかった。
「ブラックロック号」が訪れるはるか以前、ユーラシア大陸の西 - 北アフリカでラテン語が公用されていた時代、即ち紀元前2000年頃から帝政ローマ時代に誕生した。船の難破により島に流れ着いた彼の母クラウディアもまたラテン語を話す民族の生まれであり、彼女は漂着の翌日にジェイコブと弟を出産した。しかし、クラウディアは出産後すぐ、先代の「光の洞穴」の守護者である女性に殺され、ジェイコブと弟は彼女によって育てられることになる。
43歳の年、ジェイコブは弟を死なせ、また母から島とその心臓部である「光の洞窟」の守護者の使命を受け継ぐ。以後、彼の姿は全く加齢しなくなった。
「他の者たち」のリーダーとは「キャビン」（小屋）で面会する慣例があったが、そこは彼の住居ではなかった。真の住居はタウエレトの像の台座の中であり、リチャードを通してずっとベンに指示を送っていた。リチャード以外の「他の者たち」には姿を見せようとせず、所在地も明らかにしようとはしない。103話で、ロックに成り済ました黒服の男に唆されたベンの手により、刺殺されてしまう。死後は2008年に帰還したハーリーに接触し、島で起きようとしている出来事に備えてアドバイスを与えるようになる。
アレクサンドラ・“アレックス”・ルソー （S2 - S6）
演 - タニア・レイモンド、日本語吹替 - 甲斐田裕子
ベンの娘ということになっているが、実は「他の者たち」にさらわれたルソーの娘。「他の者たち」の行いに対してかなり懐疑的で、ベンに対しても反抗することが多い。イーサンに誘拐され医療基地に監禁されていたクレアを逃がした。S.3でルソーと再会を果たす。貨物船傭兵班キーミーに射殺される。
フラッシュサイドウェイズでは、ベンの教え子として歴史クラブに所属している。イェール大学進学のため、卒業生である校長に推薦状を依頼するが、これが校長とベンの権力闘争に波紋を投げかけた。
イーサン・ロム （S1 - S3,S5,6）
演 - ウィリアム・メイポーザー、日本語吹替 - 森田順平
ジャックたちが最初に出会った「他の者たち」。前方座席の生存者のリストを作る為にキャンプにまぎれていた。外科医でクレアの検査をした。チャーリーによって射殺される。実はダーマのホレスとエイミーの子供であり、島で妊娠した女性は必ず出産前に死に、子供も助からない、という通説を覆して誕生した。少年時代にはベンに連れられて任務の見習いをしていた。1992年に行われた毒ガスによるダーマ村皆殺しをどのようにして生き延び「他の者たち」の仲間になったかは不明。子供に対しては優しかったベンが助けたのかもしれない。名前がアナグラムになっており、解読するとothermanとなる。
フラッシュサイドウェイズでは、クレアが陣痛で運び込まれた病院で診察する産科医として登場。
トム・フレンドリー 
演 - M・C・ゲイニー、日本語吹替 - 島香裕
ベンの部下。当初、大きな顎髭をたくわえ薄汚れた山賊のような姿で登場したが、それは自分たちの実態を偽るための変装であった。島を出ようとするマイケルたちを襲撃してウォルトをさらった。また、島の中心部で境界線を明示し、侵入してくるなと宣言したのもトムだった。生存者との連絡係。マイケルを連れ戻すために一度島を出ている。拉致したケイトのシャワーシーンに関心を持たず、どうやらゲイ。ジャックがほかの者たちの間で生活するようになると、一緒にフットボールをする場面も見られた。ビーチ襲撃にライアンの部下として参加。最後は、ソーヤーによって射殺される。島を出てマイケルがKAHANA号に乗るように操る。（ゲスト：S1 - 4）
ライアン・プライス
演 - ブライアン・グッドマン、日本語吹替 -
ベンの部下。ダニー・ピケットの後任の保安責任者。ビーチへの襲撃時のリーダーを務めるが、捕虜を射殺しない手緩さでトムに抗議される。最後は、ハーリーのヴァンに撥ねられて死亡した模様。
ベアトリス・“ビー”・クルー
演 - エイプリル・グレイス、日本語吹替 - 塩田朋子
ウォルトの監視、マイケルへの尋問を行った。フレイムに隠れていたが発見され情報を守るためミハエルに自分を射殺するよう指示する。（ゲスト：S2,3）
グッドウィン・スタンホープ
演 - ブレット・カレン
後部座席の生存者リストを作る為に生存者にまぎれる。妻のハーパーがいながらジュリエットとは恋人関係に。正体をアナ=ルシアに見抜かれ殺害される。（ゲスト：S2 - 4）
ダニー・ピケット
演 - ミシェエール・ボウウェン、日本語吹替 - 後藤哲夫
妻のコリーンがサンに射殺されたため、ソーヤーを目の敵にして虐待した。逃走したソーヤーを追って射殺しようとした時に、ジュリエットに射殺される。（ゲスト：S2,3）
ミハイル・バクーニン （S3,S6）
演 - アンドリュー・ディヴォフ 、日本語吹替 - 金尾哲夫
ステーション「フレイム」で暮らしていた眼帯の男で旧ソビエト軍の軍医。ロックによって音波フェンスのマイクロ波に被曝させられ死亡したようにみえたが、片耳の聴覚を失ったものの復活。また、海底基地ルッキンググラスでも一旦銃で撃たれ死んだかにみえたがすぐに回復した。これらを彼は「ここ（島）の力」のおかげだと語っている。ルッキンググラスの窓を外から手榴弾で爆破して浸水を発生させる。爆破の描写の後彼がどうなったかは描かれておらず、生死不明である。
フラッシュサイドウェイズでは、キーミーの仲間として登場。金を引き出す為、サンに同行するが最期は死んだフリをしていたジンに気付けず、射殺される。
エロイーズ・ホーキング
演 - フィオヌラ・フラナガン
デズモンドが過去に戻った時に出会った骨董屋の女主人。初対面のデズモンドに島のことを話す謎の老婆。その正体はチャールズ・ウィドモアとの間にダニエル・ファラデーをもうけた母であり、「他の者たち」の元幹部で、ウィドモアの先代のリーダー。チャールズ・ウィドモアとは言い争う場面が目立ったが、周囲の声では、それは二人の「愛は難しい」からだとのこと。
ランプポスト基地でアジラ航空316便が島に向かうことをジャックに教える。70年代に時間移動をしたファラデーを誤って撃ってしまう。（ゲスト：S3,5,6）
チャールズ・ウィドモア
「他のものたち」の元メンバー。元リーダー。ルールを破ったことで追放される。（詳しくはシーズン4ルール）詳細はウィドモア産業関係者を参照。

## 他に島に来た人物
ダニエル・ルソー （S1 - S4）
演 - ミラ・ファーラン / メリッサ・ファルマン、日本語吹替 - 深見梨加
16年前に島に漂流した科学調査団の生き残り。当初は仲間は疫病で死んだと主張していた。長年たった独りで生活していたため常に無表情である。島でロバートとの間にできた娘アレックスを出産したが、命令を受けたベンにさらわれる。島内でサバイバル生活をしている。「他の者たち」から身を守るため、島の至る所に罠を仕掛けているが、実際には墜落事故の生存者が引っかっかてしまうことのほうが多い。当初サイードやハーリーしか接触していなかったが、警告するために会いに来た。アレックスと再会するが貨物船傭兵班に射殺される。
シーズン5では、タイムシフトしたジンと若い頃に会っていたことが描かれた。仲間が死んだ理由はいわゆる疫病ではなく、黒煙のモンスターの襲撃と、それに関連した仲間の狂暴化であることが分かった。そして、テンプルの外壁の前で、仲間が怪物によって凶暴化するなか、タイムシフトしたジンの忠告を聞いたおかげで生き残ったことが判明した。
クリスチャン・シェパード（S1 - S6）
演 - ジョン・テリー、日本語吹替 - 諸角憲一
ジャックとクレアの父。外科部長だったが、アルコール依存症となってしまい、酒気帯び状態で行った手術のミスをジャックに告発され、地位を追われる。その後、単身オーストラリアへ姿を消しており、この時にアナルシアを護衛に雇ったり、ソーヤーと杯を交わしていたが死亡。815便には遺体として乗せられていたが、墜落後は棺の中から姿が消える。口癖が「レッドソックス・ファンと一緒」。
遺体をコピーして変身する黒煙のモンスターに姿を借りられ、様々な人間と接触。タイムシフトの不規則発生を止めようとするロックに的確な助言を与えたり、キャビンでクレアと一緒にいたりしている。こうした接触の内、ラピーダスとサンに接触したのは、８１５便の墜落前の１９７７年のことである。
アンソニー・クーパー（S1 - S3,S6）
演 - ケヴィン・タイ、日本語吹替 - 勝部演之
ロックの父。詐欺師。良心の呵責を全く持たない反社会性人格障害者。実の息子ロックの腎臓をだまし取り、さらに彼をビル8Fから突き落とし、車椅子生活に追いやる。ソーヤーの両親の死の原因となった人物。「他の者たち」に島に連れてこられてソーヤーに殺される。フラッシュサイドウェイズではロックの操縦する小型機に同乗するが墜落、その後遺症で植物状態になってしまう。ロックの後悔している様子から、少なくとも良い親子関係は築けていた模様。
イラーナ（S5,6）
演 - ズレイカ・ロビンソン、日本語吹替 - 八十川真由野
サイードに手錠を付け護送していた賞金稼ぎの女性。グアムで働くサイードの前に突如現れ、彼がかつてヒットマンとして殺した人物のお礼参りとして連れ去りに来た旨話すが、真相はそうではなかった。彼女は島外で活動している「他の者たち」の別働隊であり、ジェイコブの護衛を任務とする人間の一人だった。以前から危険な任務にも従事していたらしく、サイードを連れ出す指令の前は、包帯で顔中を巻かれて入院中であった。
ラテン語（？）が話せる。島に来たのはジェイコブの依頼で島に着いた後はラピーダスを「候補者」かもしれないと言い、誘拐する。その後、不時着し小破状態のアジラ航空316便ボーイング737-800型機を爆破するべく「ブラックロック号」から持って来たダイナマイトが誤って爆発し死亡した。
ブラム（S5,6）
演 - ブラッド・ウィリアム・ヘンケ
イラーナと同時期に島にきた男。「KAHANA号」に乗る前のマイルズを集団で勧誘していた。マイルズの父を知っているらしい。イラーナと行動をともにしている。
シーザー（S5）
演 - サイード・タグマウイ
316便の生存者をまとめるリーダーとなる、正義感の強い男性だがボートに乗るロックを止めたためにビーチでベンにショットガンで撃たれて死亡。

## ウィドモア産業関係者
チャールズ・ウィドモア （S2 - S6）
演 - アラン・デイル、日本語吹替 - 稲垣隆史
ペニーとファラデーの父であり、ウィドモア産業の総帥。デズモンドを臆病者と嫌っている。島を目的に貨物船「KAHANA号」を派遣。元は「他のものたち」の先代リーダーであった。しかし、ルールを破った（島を頻繁に離れ、外界で子供を持った）かどで、皮肉にも自らが仲間入りの面倒を見たベンによって訴追され、島から追い出されてしまう。1954年、17歳の時、血気盛んな若者だった彼は、島内で時間移動したロックらと遭遇している。2008年にロックと再会して手助けをする。
シーズン6では大勢の部下を引き連れて、潜水艇で島に来た。黒服の男を島から出さない為に奮闘する。最期は自分だけ娘の安全を保障された事に対し、腹を立てたベンに射殺される。
ペネロピ・“ペニー”・ウィドモア （S2 - S5）
演 - ソーニャ・ヴァルゲル、日本語吹替 - 渡辺美佐
ウィドモアの娘で、デズモンドの恋人。デズモンドを3年間捜し続け、シーズン4で遂に再会を果たす。ベンに殺されかけるがデズモンドに救われる。
マシュー・アバダン （S4 - S5）
演 - ランス・レディック、日本語吹替 - 青山穣
「KAHANA号」搭乗者の表面上の雇い主で、ウィドモアの部下。ナオミに島への渡航と指定したメンバーのまとめ役を命じたが、謎の多い人物である。病院でロックに放浪旅行を勧めた。島を出たロックの運転手になるがベンに射殺される。
ナオミ・ドリット （S3 - S5）
演 - マーシャ・トマソン、日本語吹替 - 東條加那子
島にパラシュートで降りてきた女性。ダニエルら科学班の護衛が主務。島に来る前にマイルズのスカウトをしていた。ロックの投げたナイフにより、刺殺される。（ゲスト：S3 - 5）
マーティン・クリストファー・キーミー （S4,S6）
演 - ケヴィン・デュランド
冷酷な傭兵班のリーダー。ベンに刺殺される。元米国陸軍所属で除隊後傭兵になり、アフリカの内戦にも参加している。ルソーやアレックスを躊躇なく射殺するなど極めて冷徹。
フラッシュサイドウェイズでは闇社会の人間。ペク社長に依頼されジンを殺そうとしたり、サイードの兄に違法な金貸しをした上にサイードにまで支払わせようとしたりするが、サイードに撃たれる。戻ったがジンの演技に気付かないバクーニンを罵る、その後死んだ模様。
キャプテン・ゴールト（S4）- グラント・バウラー
貨物船KAHANA号の船長。暴走するキーミーを止めようとするが逆に射殺されてしまう。
ジョージ・ミンコフスキー（S4）
演 -フィッシャー・スティーヴンス
貨物船KAHANA号の通信技師。タイムリープに耐えきれず死亡。

## ダーマ・イニシアティブ関係者
ジェラルド・デグルート（S2）
演 - マイケル・ギルデイ
ダーマ・イニシアティブの創設者のひとり。ミシガン大学の博士候補者だった1970年に、妻・カレンとダーマ構想を誕生させる。
カレン・デグルート（S2）
演 - コートニー・ラヴィーン
ジェラルドの妻。ダーマ・イニシアティブの創設者のひとり。
ピエール・チャン（S2 - S5）
演 - フランソワ・チャウ
マイルズの父。家で家族と過ごしている時は穏やかだが、仕事のときは気持ちを切り替え、厳しい態度で周りに接している。ステーションのオリエンテーション・フィルムに登場しては、その基地の用途などを説明する博士。スワンのフィルムではマービン・キャンドル、パールのフィルムではマーク・ウィックマンド、オーキッドのフィルムではエドガー・ハリワックスという役名を名乗っている。日本語吹き替えにおいて、役名での肩書きの読みは「はくし」だが、本名での読みは「はかせ」である。
「ステーション・オーキッド」の建設を指揮していた。スワン建設中の事故により左腕に怪我を負い、スワンのフィルムでは左腕が動いていない。ファラデーに「スワンで大事故が起きる」といわれ必死にスワン建設現場での掘削をやめようとする。このことから生存者たちの唯一の希望だったがラジンスキーを説得出来なかった。その後は不明であるが、1992年、ダーマ・イニシアティブのメンバーはイーサン以外皆殺しにされたとされている。
気むずかしく見えるが、優れた頭脳と柔軟さを持つ。時間を超えてやってきた人物の突飛な話にも科学者として速やかな理解を示す洞察力と度量を示した。時間移動してきたマイルズについても、最初は息子だと気がつかなかったが後にそれを告白されると、素直に喜んだ。ダーマ建設現場での事故の際左手に怪我を負うがマイルズに助けられる。
フラッシュサイドウェイズでは、博物館を経営しており、慈善コンサートを開く。
アルバー・ハンソ（S2）
演 - イアン・パトリック・ウィリアムズ
ハンソ財団を所有するデンマークの軍事商人で、ダーマ・イニシアティブに資金援助をしている。先祖は「ブラックロック号」船長マグナス・ハンソである。
ケルビン・ジョー・インマン（S2）
演 - クランシー・ブラウン、日本語吹替 - 大友龍三郎
ステーション「スワン」にデズモンドを引き入れた元軍人。湾岸戦争（1991年）に参戦しており、その際サイードと会っている。
デズモンドを引き入れしばらく共同生活を過ごすが、用事を装ってデズモンドを置いたま逃亡、その結果死んでしまう。彼は1992年に島のダーマ・イニシアティブが滅びた後の人物であるため、彼の所属、ないしミッションの下令者が、ダーマなのか「他の者たち」なのか判然としない。情報遮断状態の被験者となった詳しい経緯も不明である。
ロジャー・ライナス（S3,S5,6）
演 - ジョン・グリース、日本語吹替 - 菅生隆之
ベンの父でダーマの作業員。妻エミリーのことでベンを嫌っている。新天地を求めて、まだ少年だったベンを連れて島に渡ってくる。しかし、島でダーマから与えられた役職が清掃担当の「作業員」（ワークマン）だと知ると、不満をたらたらと漏らすようになった。
ダーマ粛清時、彼は息子ベンに毒ガスで殺され、そのままワゴン車の中でミイラ化。59話でその車体と遺体をハーリーが森の中で発見した。その際、頭部がもげてしまい、ソーヤーに弄ばれ、それをハーリーがたしなめている。ベンがいなくなった時は心配していて、サイードを撃った。
ベンジャミン・ライナス
ロジャーの息子で、ダーマ・イニシアティブの元メンバー。詳細は他のものたちを参照。
ホレス・グッドスピード（S3,4,5）
演 - ダグ・ハッチソン
ダーマのリーダー。数学者。ロックに小屋を教える。最初ソーヤーたちを追放しようとするがダーマに入れた。エイミーとの間に子供が出来た。
「キャビン」（小屋）を設計し建築した人物である。「キャビン」は後に「他の者たち」のリーダーとジェイコブの面会所となるが、この建物をなぜホレスが建てたのかは不明である。また、2004年に幽霊の彼が「妻と住む家」を造るためと言って切っている樹木が、「キャビン」と同一であるのかないのかも不明である。
1992年、彼はダーマ村の他の住民と同様毒ガスで殺され、素堀の穴に集められた多数の遺体の中の一つとして、2004-2005年現在も雨ざらしのままとなっている。
ラジンスキー
演 - エリック・ラング
インマンのかつての相棒。ソーヤーの尋問の際、あくまで説得しようとするホレスとは対立する。
ソーヤー達の素性が露見して激高、以後その状態が止まらなくなる。このため、スワン建設現場での工事中止を進言するチャン博士に聞く耳を持たず、作業を強行しようとした。
スワンで発狂しショットガンで自殺したらしい。

## 島外の人物
マーゴ・シェパード（S1,S4,S6）
演 - ヴェロニカ・ハメル
ジャックの母。
レイ・シェパード（S5）
演 - レイモンド・J・バリー、日本語吹替 - 有本欽隆
ジャックの祖父で、クリスチャンの父。クリスチャンの靴をあげた。
サラ・シェパード（S1 - S3）
演 - ジュリー・ボーウェン
ジャックの元妻。旧姓は「ワグナー」。ジャックに助けられたことが縁で結婚したが、後に離婚。
マーク・シルバーマン（S1）
演 - ザック・ウォード
ジャックの友人。
ダイアン・ジェンセン
演 - ベス・ブロッデリック、日本語吹替 - 久保田民絵
ケイトの母親。ケイトが夫・ウェインを殺したことを通報。その二ヶ月後、癌で入院。（ゲスト：S2 - 4）
サム・オースティン
ダイアンの前夫。ケイトの義父。
トム・ブレナン
演 - マッケンジー・アスティン
ケイトの幼馴染み。医師。指名手配後のケイトが母と会うのを手引きして逃走劇に巻き込まれて誤射されてしまった。
キャシディー・フィリップス
演 - キム・ディケンズ
ソーヤーの元恋人で娘はクレメンタイン。ケイトの友人。（S2,3,S5）
ヘレン・ノーウッド（S2,S6）
日本語吹替 - 小宮和枝
ロックの元恋人。ロックをひたすら支えようとするが、散々な目にあわされたにもかかわらず父へのこだわりを捨てられないロックが嘘までついた事で、ついに愛想を尽かしてしまう。ロックは島外脱出後に彼女に会いに行くが、既に亡くなっていた。フラッシュサイドウェイズでは、ロックと一緒に住んでいる。
カルメン
ハーリーの母。ハーリーの過食と引き籠もり生活、女っ気の無さに、日々気を揉んでいる。（ゲスト：S1,2,4,5）
デイヴィッド
演 - チーチ・マリン、日本語吹替 - 宮澤正
ハーリーの父。ハーリーが子供の時に家を離れていたが宝くじ当選の報で家に舞い戻りハーリーに嫌われる。（ゲスト：S5）
ランディ
演 - ビリー・レイ・ギャリオン、日本語吹替 - 坂東尚樹
ハーリーがアルバイトしていたファストフード店の店長で、後にロックの上司となった。ロックをバカにしている。（ゲスト：S1,2,3）
レナード・シムズ "レニー"
演 -ロン・ボッティータ
本名はレナード・シムズ。ハーリーと同じ精神病院の患者。アメリカ海軍に所属していた頃、太平洋の長波通信を傍受する任務でサムと一緒に聞いたあの数字をつぶやき続けている。（ゲスト：S1）
デイヴ
演 - エヴァン・ハンドラー、ハーリーと同じ精神病院の患者だと思っていたハーリーの幻覚。（ゲスト：S2）
ジョニー
演 - DJクオールズ
ハーリーのアルバイト仲間で、親友。ハーリーのフラッシュバックに登場する。（ゲスト：S2）
ナディア
日本語吹替 - 安藤麻吹
本名は、ヌーア・アベド・ジャシーム。サイードの幼馴染で、反政府派の女性。そのため何度も拷問されている。湾岸戦争にサイードが逃亡させた後世界中を彷徨っていた。サイードと再会し、結婚するもサイードの前で車に跳ねられ暗殺される。フラッシュサイドウェイズでは、サイードの兄と結婚している。（ゲスト：S1 - 5）
イサーム
サイードの友人。
ペク
サンの父で、ジンの上司。残忍なペク重工業の社長。ハンソ財団や、ウィドモア社ともつながっている。（ゲスト：S1 - 4）
イ・ジェ
サンの見合い相手だったスキンヘッドの男性。ただ、意中の女性は別におり、サンとの縁談は無かった。サンに英語を教えた人物で、サンがジンと結婚した後もサンと浮気していた模様、娘の不貞の元となる人間を許さぬペクの手の者により謀殺された模様。（ゲスト：S1,2）
キャロル・リトルトン
クレアの母でクリスチャンと関係を持っていた。交通事故で意識不明だったが回復。ジャックに父との関係、妹クレアの存在を語る。（ゲスト：S3 - 5）
リチャード・マルキン
演 - ニック・ジェイムソン
クレアを815便に乗せたオーストラリアの占い師。当初クレアに妊娠中の子供を養子に出してはいけないと助言するが、カリフォルニアで養子にするよう勧めた。815便の墜落を予知していたとも思われるが真相は不明。エコーの知り合いでもある。（ゲスト：S2,3）
リアム・ペイス
演 - ニール・ホプキンス、日本語吹替 - 西凛太朗
チャーリーの兄でドライブ・シャフトの元ボーカル。ボーカルになったのは弾ける楽器が無いからである。勢いと気まぐれ、お調子者ぶりで弟を振り回す困った兄。更生してオーストラリアで家庭を築き、チャーリーからの再結成の申し出を断った。（ゲスト：S1 - 3,S6）
スーザン
演 - タマラ・テイラー
マイケルの元妻で、ウォルトの母。国際弁護士であり、ウォルトの親権を手にした後に渡豪したが病死。（ゲスト：S1,2）
テレサ・コルテス（S2）
演 - レイチェル・ティコティン、日本語吹替 - 唐沢潤
アナ=ルシアの母で、ロス市警の署長でもある。
イェミ
演 - アデトクンボー・マコーマック
日本語吹替 - 落合弘治
エコーの弟で神父。エコーが麻薬を国外に持ち出すのを阻止しようとしたところを警察の銃撃を受け、死亡。彼の死体を乗せた密輸機はステーション パールのすぐそばに墜落しているのを発見された。（ゲスト：S2,3）
アイザック
オーストラリアの信仰療法士。ローズの病気を治すようにバーナードから依頼されたが、自分には治せないと感じる。（ゲスト：S2）
エミリー・ライナス
ベンの母。森でピクニック中、急に産気づき、妊娠7ヶ月でベンを早産した後に死亡。（ゲスト：S3）
アチャラ
演 - バイ・リン
タイ・プーケットの入れ墨師の女性。ジャックの左肩の入れ墨を彫った。（ゲスト：S3）
レイチェル
演 - ロビン・ワイガート
ジュリエットの姉でジュリエットの不妊治療を受ける。ガンが治癒して息子ジュリアンを出産した、とベンがジュリエットに伝えていた。（ゲスト：S3 - 5）